# Cronologia da pandemia de COVID-19 em junho de 2021
Este artigo documenta a cronologia e epidemiologia do vírus SARS-CoV-2 em junho de 2021, o vírus que causa a COVID-19 e é responsável pela pandemia de COVID-19. Os primeiros casos humanos da COVID-19 foram identificados em Wuhan, China, em dezembro de 2019.

## Cronologia

### 1 de junho
Relatório semanal da Organização Mundial da Saúde:
- Fiji registrou 35 novos casos com alguns casos registrados no Hospital Nadi e CWM .[2]
- A Malásia registrou 7.105 novos casos, elevando o número total para 579.462. São 6.083 recuperações, elevando o número total para 496.121. Há 71 mortes, elevando o número de mortos para 2.867. São 80.474 casos ativos, sendo 872 em terapia intensiva e 419 em suporte ventilatório.[3]
- A Nova Zelândia não registrou novos casos, com o total restante de 2.673 (2.317 confirmados e 356 prováveis). Há quatro recuperações, elevando o número total de recuperações para 2.634. O número de mortos permanece em 26. Existem 13 casos ativos.[4]
- Singapura registrou 18 novos casos, incluindo 15 na comunidade e três importados, elevando o total para 62.069.[5] 22 pessoas se recuperaram, elevando o número total de recuperações para 61.481. O número de mortos permanece em 33.[6]
- A Ucrânia registrou 2.137 novos casos diários e 163 novas mortes diárias, elevando o número total para 2.204.631 e 50.699, respectivamente; um total de 2.053.167 pacientes se recuperaram.[7]

### 2 de junho
- Fiji confirmou 35 novos casos.[8]
- A Malásia registrou 7.703 novos casos, elevando o número total para 587.165. Existem 5.777 recuperações, elevando o número total de recuperações para 501.898. Há 126 mortes, elevando o número de mortos para 2.993. Existem 82.274 casos ativos, sendo 878 em terapia intensiva e 441 em suporte ventilatório.[9]
- A Nova Zelândia registrou 6 novos casos, elevando o número total para 2.679 (2.323 confirmados e 356 prováveis). Uma pessoa se recuperou, elevando o número total de recuperações para 2.635. O número de mortos permanece em 26. Existem 18 casos ativos.[10]
- Singapura registrou 31 novos casos, incluindo 24 na comunidade e sete importados, elevando o total para 62.100.[11] Além disso, um novo cluster surgiu em MINDSville@Napiri com 26 casos comunitários vinculados a ele. 42 receberam alta, elevando o número total de recuperações para 61.523. O número de mortos permanece em 33.[12]
- A Ucrânia registrou 2.205 novos casos diários e 158 novas mortes diárias, elevando o número total para 2.206.836 e 50.857, respectivamente; um total de 2.062.572 pacientes se recuperaram.[13]

### 3 de junho
- Fiji confirmou 28 novos casos.[14]
- A Malásia registrou 8.209, elevando o número total para 595.374. Existem 7.049 recuperações, elevando o número total de recuperações para 508.947. Há 103 mortes, elevando o número de mortos para 3.096. Existem 83.331 casos ativos, sendo 880 em terapia intensiva e 446 em suporte ventilatório.[15]
- A Nova Zelândia registrou dois novos casos, elevando o número total para 2.681 (2.325 confirmados e 356 prováveis). Há três recuperações, elevando o número total de recuperações para 2.638. O número de mortos permanece em 26. Há 17 casos ativos em isolamento gerenciado.[16]
- Singapura registrou 45 novos casos, incluindo 35 na comunidade e dez importados, elevando o total para 62.145. Dos casos comunitários, 22 deles estão vinculados ao cluster MINDSville@Napiri.[17] Além disso, um novo cluster surgiu no Bloco 506 Hougang Avenue 8 com 13 casos comunitários vinculados a ele. Existem 34 recuperações, elevando o número total de recuperações para 61.557. O número de mortos permanece em 33.[18]
- A Ucrânia registrou 2.581 novos casos diários e 102 novas mortes diárias, elevando o número total para 2.209.417 e 50.959, respectivamente; um total de 2.072.091 pacientes se recuperaram.[19]

### 4 de junho
- A Austrália relatou o primeiro caso da variante indiana Delta em Melbourne, Vitória.[20]
- Fiji registrou 35 novos casos.[21]
- A Malásia registrou 7.748 novos casos, elevando o número total para 603.122. Existem 6.624 recuperações, elevando o número total de recuperações para 515.571. 86 morreram, elevando o número de mortos para 3.182. São 84.369 casos ativos, sendo 883 em terapia intensiva e 453 em suporte ventilatório.[22]
- A Nova Zelândia registrou um novo caso, elevando o número total para 2.683 (2.326 confirmados e 356 prováveis). Uma pessoa se recuperou, elevando o número total de recuperações para 2.639. O número de mortos permanece em 26. Há 17 casos ativos em isolamento gerenciado.[23]
- Singapura registrou 13 novos casos, incluindo sete na comunidade e seis importados, elevando o total para 62.158.[24] 23 pessoas se recuperaram, elevando o número total de recuperações para 61.580. O número de mortos permanece em 33.[25]
- A Ucrânia registrou 2.266 novos casos diários e 95 novas mortes diárias, elevando o número total para 2.211.683 e 51.054, respectivamente; um total de 2.080.382 pacientes se recuperaram.[26]

### 5 de junho
- As Ilhas Cook confirmaram seu primeiro resultado positivo no teste COVID-19, mas foi determinado como um caso histórico não infeccioso que já havia completado a quarentena na Nova Zelândia. [27][28]
- Fiji confirmou 33 novos casos.[29]
- A Malásia registrou 7.452 novos casos, elevando o número total para 610.754. São 6.105 recuperações, elevando o número total para 521.676. Há 109 mortes, elevando o número de mortos para 3.291. São 85.607 casos ativos, sendo 886 em terapia intensiva e 446 em suporte ventilatório.[30]
- Singapura registrou 18 novos casos, incluindo 13 na comunidade e cinco importados, elevando o total para 62.176. Dos casos comunitários, todos estão vinculados a casos anteriores.[31] Além disso, um novo cluster surgiu em Atatcutz Singapore com quatro casos comunitários vinculados a ele. 33 receberam alta, elevando o número total de recuperações para 61.613. O número de mortos permanece em 33.[32]
- A Ucrânia registrou 1.897 novos casos diários e 86 novas mortes diárias, elevando o número total para 2.213.580 e 51.140, respectivamente; um total de 2.088.712 pacientes se recuperaram.[33]

### 6 de junho
- Fiji confirmou 83 novos casos, com casos relatados fora das áreas de contenção.[34]
- A Malásia registrou 6.241 casos confirmados, elevando o número total para 616.815. Existem 5.133 recuperações, elevando o número total de recuperações para 526.809. Há 87 mortes, elevando o número de mortos para 3.378. São 86.628 casos ativos, sendo 890 em terapia intensiva e 444 em suporte ventilatório.[35]
- A Nova Zelândia relatou um novo caso enquanto um caso relatado anteriormente foi classificado; elevando o número total para 2.682 (2.326 confirmados e 356 prováveis). O número de recuperações permanece 2.639, enquanto o número de mortos permanece 26. Há 17 casos ativos em isolamento gerenciado.[36]
- Singapura registrou 20 novos casos, incluindo seis na comunidade e 14 importados, elevando o total para 62.196.[37] Existem 22 recuperações, elevando o número total de recuperações para 61.635. O número de mortos permanece em 33.[38]
- A Ucrânia registrou 937 novos casos diários e 42 novas mortes diárias, elevando o número total para 2.214.517 e 51.182, respectivamente; um total de 2.093.228 pacientes se recuperaram.[39]

### 7 de junho
- Fiji confirmou 64 novos casos e relatou uma taxa positiva de 14% em testes nos últimos sete dias.[40]
- A Malásia registrou 5.271 novos casos, elevando o número total para 622.086. São 7.548 novas recuperações, elevando o número total de recuperações para 534.357. Há 82 mortes, elevando o número de mortos para 3.460. São 84.269 casos ativos, sendo 902 em terapia intensiva e 447 em suporte ventilatório.[41]
- Singapura registrou 14 novos casos, incluindo cinco na comunidade e nove importados, elevando o total para 62.210.[42] 25 pessoas se recuperaram, elevando o número total de recuperações para 61.660. O número de mortos permanece em 33.[43]
- A Ucrânia registrou 535 novos casos diários e 33 novas mortes diárias, elevando o número total para 2.215.052 e 51.215, respectivamente; um total de 2.094.971 pacientes se recuperaram.[44]

### 8 de junho
Relatório semanal da Organização Mundial da Saúde:
- Argentina ultrapassa 4 milhões de casos de COVID-19.[46]
- Fiji registrou 94 novos casos.[47]
- A Malásia registrou 5.566 novos casos, elevando o número total para 627.652. 6.962 recuperações foram relatadas, elevando o número total de recuperações para 541.319. 76 mortes foram relatadas, elevando o número de mortos para 3.536. São 82.797 casos ativos, sendo 903 em terapia intensiva e 458 em suporte ventilatório.[48]
- A Nova Zelândia registrou 10 novos casos, elevando o número total para 2.692 (2.336 confirmados e 356 prováveis). Há cinco recuperações, elevando o número total de recuperações para 2.644. O número de mortos permanece em 26. Há 22 casos ativos em isolamento gerenciado.[49]
- Singapura registrou nove novos casos, incluindo três na comunidade e um residente em um dormitório, elevando o total para 62.219.[50] 42 receberam alta, elevando o número total de recuperações para 61.702. Outra morte foi confirmada mais tarde, elevando o número de mortos para 34.[51]
- A Ucrânia registrou 1.602 novos casos diários e 118 novas mortes diárias, elevando o número total para 2.216.654 e 51.333, respectivamente; um total de 2.101.722 pacientes se recuperaram.[52]

### 9 de junho
- Fiji registrou 35 novos casos, elevando o número total de casos para 880. 15 pacientes se recuperaram, elevando o número total de recuperações para 249. O número de mortos permanece 4. Existem 624 casos ativos.[53]
- A Índia registrou 86.498 novos casos, elevando o total para mais de 29 milhões de casos.[54]
- A Malásia registrou 6.239 novos casos, elevando o número total para 633.891. Existem 7.386 recuperações, elevando o número total de recuperações para 548.705. Há 75 mortes, elevando o número de mortos para 3.611. São 81.575 casos ativos, sendo 905 em terapia intensiva e 453 em suporte ventilatório.[55]
- A Nova Zelândia registrou quatro novos casos, elevando o número total para 2.696 (2.340 confirmados e 356 prováveis). Há duas recuperações, elevando o número total de recuperações para 2.646. O número de mortos permanece em 26. Há 24 casos ativos em isolamento gerenciado.[56]
- Singapura registrou quatro novos casos, incluindo dois na comunidade e um importado, elevando o total para 62.223. Dos casos da comunidade, um deles é desvinculado.[57] Existem 38 recuperações, elevando o número total de recuperações para 61.740. O número de mortos permanece em 34.[58]
- A Ucrânia registrou 1.385 novos casos diários e 77 novas mortes diárias, elevando o número total para 2.218.039 e 51.410, respectivamente; um total de 2.108.684 pacientes se recuperaram.[59]

### 10 de junho
- Fiji confirmou 39 novos casos, elevando o número total de casos para 849. Sete novas recuperações foram confirmadas, elevando o número total de recuperações para 256. O número de mortos continua a ser quatro. Existem 656 casos ativos.[60]
- A Malásia registrou 5.671 novos casos, elevando o número total para 639.562. Há 7.362 novas recuperações, elevando o número total de recuperações para 556.030. Há 73 mortes, elevando o número de mortos para 3.684. Existem 79.848 casos ativos, sendo 911 em terapia intensiva e 461 em suporte ventilatório.[61]
- A Nova Zelândia registrou um novo caso, elevando o número total para 2.697 (2.341 confirmados e 356 prováveis). Uma pessoa se recuperou, elevando o número total de recuperações para 2.647. O número de mortos permanece em 26. Há 24 casos ativos em isolamento gerenciado.[62]
- Singapura registrou 13 novos casos, incluindo quatro na comunidade e nove importados, elevando o total para 62.236.[63] 25 pessoas se recuperaram, elevando o número total de recuperações para 61.765. O número de mortos permanece em 34.[64]
- A Ucrânia registrou 1.785 novos casos diários e 97 novas mortes diárias, elevando o número total para 2.219.824 e 51.507, respectivamente; um total de 2.115.197 pacientes se recuperaram.[65]

### 11 de junho
- Fiji confirmou 51 novos casos de COVID-19.[66]
- Irã ultrapassa 3 milhões de casos.[67]
- A Malásia registrou 6.849 novos casos, elevando o número total para 646.411. São 7.749 novas recuperações, elevando o número total de recuperações para 563.779. Há 84 mortes, elevando o número de mortos para 3.768. São 78.864 casos ativos, sendo 912 em terapia intensiva e 458 em suporte ventilatório.[68]
- A Nova Zelândia registrou cinco novos casos, elevando o número total para 2.702. O número de recuperações permanece 2.647, enquanto o número de mortos permanece 26. Há 29 casos ativos em isolamento gerenciado.[69]
- Singapura registrou nove novos casos, incluindo três na comunidade e seis importados, elevando o total para 62.245. Dos casos da comunidade, todos eles são desvinculados.[70] 34 receberam alta, elevando o número total de recuperações para 61.799. O número de mortos permanece em 34.[71]
- A Ucrânia registrou 1.603 novos casos diários e 70 novas mortes diárias, elevando o número total para 2.221.427 e 51.577, respectivamente; um total de 2.120.780 pacientes se recuperaram.[72]

### 12 de junho
- Fiji confirmou 47 novos casos de COVID-19.[73]
- A Malásia registrou 5.793 novos casos, elevando o número total para 652.204. Há 8.334 recuperações, elevando o número total de recuperações para 572.113. Há 76 mortes, elevando o número de mortos para 3.844. Existem 76.247 casos ativos, sendo 914 em terapia intensiva e 459 em suporte ventilatório.[74]
- Singapura registrou 21 novos casos, incluindo 12 na comunidade e nove importados, elevando o total para 62.266. Dos casos comunitários, cinco deles são desvinculados.[75] Além disso, três casos comunitários foram subtraídos da contagem depois que outros testes mostraram resultados negativos, elevando o total para 62.263. Existem 39 recuperações, elevando o número total de recuperações para 61.838. O número de mortos permanece em 34.[76]
- A Ucrânia registrou 1.274 novos casos diários e 69 novas mortes diárias, elevando o número total para 2.222.701 e 51.646, respectivamente; um total de 2.125.685 pacientes se recuperaram.[77]

### 13 de junho
- Fiji confirmou um recorde de 105 novos casos.[78]
- A Malásia registrou 5.304 novos casos, elevando o número total para 657.508. Existem 8.163 recuperações, elevando o número total de recuperações para 580.276. Há 64 mortes, elevando o número de mortos para 3.908. Existem 73.324 casos ativos, sendo 917 em terapia intensiva e 452 em suporte ventilatório.[79]
- A Nova Zelândia registrou seis novos casos, elevando o número total para 2.708 (2.352 confirmados e 356 prováveis). Há oito recuperações, elevando o número total de recuperações para 2.655. O número de mortos permanece em 26. Há 27 casos ativos.[80]
- Singapura registrou 13 novos casos, incluindo dez na comunidade e três importados, elevando o total para 62.276.[81] 31 pessoas se recuperaram, elevando o número total de recuperações para 61.869. O número de mortos permanece em 34.[82]
- A Ucrânia registrou 857 novos casos diários e 33 novas mortes diárias, elevando o número total para 2.223.558 e 51.679, respectivamente; um total de 2.127.337 pacientes se recuperaram.[83]

### 14 de junho
- Fiji confirmou 89 novos casos como governo devido à variante Delta . 23 pacientes se recuperaram e há 860 casos ativos.[84]
- A Malásia registrou 4.949 novos casos, elevando o número total de casos para 662.457. São 6.588 novas recuperações, elevando o número total de recuperações para 586.864. Há 60 mortes, elevando o número de mortos para 3.968. Existem 71.625 casos ativos, sendo 921 em terapia intensiva e 459 em suporte ventilatório.[85]
- A Nova Zelândia registrou um novo caso, elevando o número total para 2.709 (2.353 confirmados e 356 prováveis). Houve uma recuperação, elevando o número total de recuperações para 2.656. O número de mortos permanece em 26. Há 27 casos ativos.[86]
- Singapura registrou 25 novos casos, incluindo 18 na comunidade e um residente em um dormitório, elevando o total para 62.301.[87] 25 receberam alta, elevando o número total de recuperações para 61.894. O número de mortos permanece em 34.[88]
- A Ucrânia registrou 420 novos casos diários e 13 novas mortes diárias, elevando o número total para 2.223.978 e 51.692, respectivamente; um total de 2.130.665 pacientes se recuperaram.[89]

### 15 de junho
Relatório semanal da Organização Mundial da Saúde:
- Fiji confirmou um recorde de 116 novos casos de COVID-19 e anunciou outra morte, elevando o número de mortos para cinco.[91]
- A Malásia registrou 5.419 novos casos, elevando o número total para 667.876. São 6.831 novas recuperações, elevando o número total de recuperações para 593.695. 101 mortes foram relatadas, elevando o número de mortos para 4.069. Existem 70.112 casos ativos, sendo 922 em terapia intensiva e 450 em suporte ventilatório.[92]
- A Nova Zelândia relatou um caso histórico enquanto outros casos relatados anteriormente foram reclassificados; elevando o número total para 2.709 (2.353 confirmados e 356 prováveis). Quatro pessoas se recuperaram, elevando o número total de recuperações para 2.660. O número de mortos permanece em 26. Existem 23 casos ativos.[93]
- Singapura registrou 14 novos casos comunitários, incluindo cinco não vinculados, elevando o total para 62.315.[94] Existem 17 recuperações, elevando o número total de recuperações para 61.911. O número de mortos permanece em 34.[95]
- A Ucrânia registrou 1.014 novos casos diários e 77 novas mortes diárias, elevando o número total para 2.224.992 e 51.769, respectivamente; um total de 2.136.176 pacientes se recuperaram.[96]

### 16 de junho
- Fiji confirmou 121 novos casos.[97]
- A Malásia registrou 5.150 novos casos, elevando o número total para 673.026. Existem 7.240 recuperações, elevando o número total de recuperações para 600.935. Há 73 mortes, elevando o número de mortos para 4.142. Existem 67.949 casos ativos, sendo 924 em terapia intensiva e 453 em suporte ventilatório.[98]
- A Nova Zelândia registrou dois novos casos, elevando o número total para 2.711 (2.355 confirmados e 356 prováveis). Há duas recuperações, elevando o número total de recuperações para 2.662. O número de mortos permanece em 26. Há 23 casos ativos em isolamento gerenciado.[99]
- Singapura registrou 24 novos casos, incluindo 19 na comunidade e cinco importados, elevando o total para 62.339. Dos casos comunitários, três deles são desvinculados.[100] 20 pessoas se recuperaram, elevando o número total de recuperações para 61.931. O número de mortos permanece em 34.[101]
- A Ucrânia registrou 1.045 novos casos diários e 78 novas mortes diárias, elevando o número total para 2.226.037 e 51.847, respectivamente; um total de 2.140.978 pacientes se recuperaram.[102]

### 17 de junho
- Fiji confirmou 91 novos casos e anunciou outra morte, elevando o número de mortos para 6.[103]
- A Malásia registrou 5.738 novos casos, elevando o número total para 678.764. Há 7.530 novas recuperações, elevando o número total de recuperações para 608.465. Há 60 mortes, elevando o número de mortos para 4.602. Existem 66.097 casos ativos, sendo 909 em terapia intensiva e 441 em suporte ventilatório.[104]
- A Nova Zelândia registrou dois novos casos, elevando o número total para 2.713 (2.357 confirmados e 356 prováveis). Uma pessoa se recuperou, elevando o número total de recuperações para 2.663. O número de mortos permanece em 26. Há 24 casos ativos em isolamento gerenciado.[105]
- Singapura registrou 27 novos casos, incluindo 20 na comunidade e sete importados, elevando o total para 62.366. Dos casos da comunidade, dois deles são desvinculados.[106] 29 receberam alta, elevando o número total de recuperações para 61.960. O número de mortos permanece em 34.[107]
- A Ucrânia registrou 1.188 novos casos diários e 55 novas mortes diárias, elevando o número total para 2.227.225 e 51.902, respectivamente; um total de 2.145.660 pacientes se recuperaram.[108]
- O zagueiro da seleção da Eslováquia Denis Vavro e um de seus funcionários testaram positivo para o COVID-19.[109]

### 18 de junho
- Fiji confirmou 115 novos casos.[110]
- A Malásia registrou 6.440 novos casos, elevando o número total para 685.204. São 6.861 novas recuperações, elevando o número total de recuperações para 615.326. Há 74 mortes, elevando o número de mortos para 4.276. Existem 65.602 casos ativos, sendo 894 em terapia intensiva e 451 em suporte ventilatório.[111]
- A Nova Zelândia registrou um novo caso, elevando o número total para 2.714 (2.358 confirmados e 356 prováveis). Duas pessoas se recuperaram, elevando o número total de recuperações para 2.665. O número de mortos permanece em 26. Há 23 casos ativos em isolamento gerenciado.[112]
- Singapura registrou 16 novos casos, incluindo 14 na comunidade e dois importados, elevando o total para 62.382.[113] Há 27 recuperações, elevando o número total de recuperações para 61.987. O número de mortos permanece em 34.[114]
- A Ucrânia registrou 967 novos casos diários e 50 novas mortes diárias, elevando o número total para 2.228.192 e 51.952, respectivamente; um total de 2.147.972 pacientes se recuperaram.[115]
- O número global de mortes por COVID-19 ultrapassou 4 milhões.[116]

### 19 de junho
- O Brasil atingiu 500.000 mortes por COVID-19. O país registrou uma média de 70.000 casos e 2.000 mortes diariamente.[117]
- Fiji confirmou um recorde de 150 novos casos.[118]
- A Malásia registrou 5.911 novos casos, elevando o número total para 691.115. São 6.918 novas recuperações, elevando o número total de recuperações para 622.244. Há 72 mortes, elevando o número de mortos para 4.348. Existem 64.523 casos ativos, sendo 886 em terapia intensiva e 441 em suporte ventilatório.[119]
- Singapura registrou 21 novos casos, incluindo 14 na comunidade e sete importados, elevando o total para 62.403. Dos casos comunitários, quatro deles são desvinculados.[120] 36 pessoas se recuperaram, elevando o número total de recuperações para 62.023. O número de mortos permanece em 34.[121]
- A Ucrânia registrou 852 novos casos diários e 40 novas mortes diárias, elevando o número total para 2.229.044 e 51.992, respectivamente; um total de 2.150.708 pacientes se recuperaram.[122]

### 20 de junho
- Fiji confirmou 166 casos de COVID-19 e anunciou uma morte, elevando o número de mortos para 7.[123]
- A Malásia registrou 5.293 novos casos, elevando o número total para 696.408. Existem 5.941 recuperações, elevando o número total de recuperações para 628.185. Há 60 mortes, elevando o número de mortos para 4.408. Existem 63.815 casos ativos, sendo 880 em terapia intensiva e 454 em suporte ventilatório.[124]
- A Nova Zelândia informou que quatro novos casos foram relatados, elevando o número total para 2.718 (2.362 confirmados e 356 prováveis). Cinco pessoas se recuperaram, elevando o número total de recuperações para 2.670. O número de mortos permanece em 26. Há 22 casos ativos em isolamento gerenciado.[125]
- Singapura registrou 11 novos casos, incluindo nove na comunidade e dois importados, elevando o total para 62.414. Dos casos comunitários, cinco deles são desvinculados.[126] 19 receberam alta, elevando o número total de recuperações para 62.042. O número de mortos permanece em 34.[127]
- A Ucrânia registrou 479 novos casos diários e 24 novas mortes diárias, elevando o número total para 2.229.523 e 52.016, respectivamente; um total de 2.151.463 pacientes se recuperaram.[128]

### 21 de junho
- Fiji confirmou 126 novos casos.[129]
- A Indonésia ultrapassa 2 milhões de casos.[130]
- A Malásia registrou 4.611 novos casos, elevando o número total para 701.019. Existem 5.439 recuperações, elevando o número total de recuperações para 633.624. Há 69 mortes, elevando o número de mortos para 4.477. Existem 62.918 casos ativos, sendo 880 em terapia intensiva e 452 em suporte ventilatório.[131]
- A Nova Zelândia registrou três novos casos, elevando o número total para 2.720 (2.364 confirmados e 356 prováveis). Um caso relatado anteriormente foi reclassificado. Uma pessoa se recuperou, elevando o número total de recuperações para 2.671. O número de mortos permanece em 26. Há 23 casos ativos em isolamento gerenciado.[132]
- Singapura registrou 16 novos casos, incluindo 13 na comunidade e três importados, elevando o total para 62.430.[133] Existem 28 recuperações, elevando o número total de recuperações para 62.070. Outra morte foi confirmada mais tarde, elevando o número de mortos para 35.[134]
- A Ucrânia registrou 323 novos casos diários e 16 novas mortes diárias, elevando o número total para 2.229.846 e 52.032, respectivamente; um total de 2.152.140 pacientes se recuperaram.[135]

### 22 de junho
Relatório semanal da Organização Mundial da Saúde:
- Fiji confirmou 180 novos casos.[137]
- A Malásia registrou 4.743 novos casos, elevando o número total para 705.762. Existem 5.577 recuperações, elevando o número total de recuperações para 639.181. Há 77 mortes, elevando o número de mortos para 4.554. Existem 62.027 casos ativos, sendo 875 em terapia intensiva e 445 em suporte ventilatório.[138]
- A Nova Zelândia reclassificou um caso relatado anteriormente, reduzindo o número total para 2.719 (2.363 confirmados e 356 prováveis). Duas pessoas se recuperaram, elevando o número total de recuperações para 2.673. O número de mortos permanece em 26. Há 20 casos ativos.[139]
- Singapura registrou 18 novos casos, incluindo 15 na comunidade e três importados, elevando o total para 62.448.[140] 28 pessoas se recuperaram, elevando o número total de recuperações para 62.098. O número de mortos permanece em 35.[141]
- A Ucrânia registrou 296 novos casos diários e 21 novas mortes diárias, elevando o número total para 2.230.142 e 52.053, respectivamente; um total de 2.152.969 pacientes se recuperaram.[142]

### 23 de junho
- Fiji confirmou 279 novos casos de COVID-19.[143]
- Colômbia ultrapassa 4 milhões de casos.[144]
- Índia ultrapassa 30 milhões de casos de COVID-19.[145] Além disso, o país anunciou uma nova variante Delta com uma mutação adicional chamada variante Delta Plus depois que 40 casos foram detectados nela.[146]
- A Malásia registrou 5.244 novos casos, elevando o número total para 711.006. Existem 6.372 recuperações, elevando o número total de recuperações para 645.553. Há 83 mortes, elevando o número de mortos para 4.637. São 60.816 casos, sendo 879 em terapia intensiva e 433 em suporte ventilatório.[147]
- A Nova Zelândia registrou quatro novos casos, elevando o número total para 2.723 (2.367 confirmados e 356 prováveis). O número de recuperações permanece 2.673, enquanto o número de mortos permanece 26. Existem 24 casos ativos.[148]
- Singapura registrou 22 novos casos, incluindo 13 na comunidade e nove importados, elevando o total para 62.470. Dos casos comunitários, três deles são desvinculados.[149] 15 receberam alta, elevando o número total de recuperações para 62.113. O número de mortos permanece em 35.[150]
- A Ucrânia registrou 835 novos casos diários, juntamente com o primeiro caso da variante Delta e 70 novas mortes diárias, elevando o número total para 2.230.977 e 52.123, respectivamente; um total de 2.155.261 pacientes se recuperaram.[151]

### 24 de junho
- Fiji confirmou 308 novos casos.[152][153]
- A Malásia registrou 5.841 novos casos, elevando o número total para 716.847. Existem 5.411 novos casos, elevando o número total para 650.964. Há 84 mortes, elevando o número de mortos para 4.721. Existem 61.162 casos ativos, sendo 869 em terapia intensiva e 438 em suporte ventilatório.[154]
- A Nova Zelândia não registrou novos casos, com o número total restante de 2.723 (2.367 confirmados e 356 prováveis). Sete pessoas se recuperaram, elevando o número total para 2.680. O número de mortos permanece em 26. Existem 17 casos ativos.[155]
- Singapura registrou 23 novos casos, incluindo 14 na comunidade e nove importados, elevando o total para 62.493. Dos casos da comunidade, dois deles são desvinculados.[156] Há 27 recuperações, elevando o número total de recuperações para 62.140. O número de mortos permanece em 35.[157]
- A Ucrânia registrou 937 novos casos diários e 58 novas mortes diárias, elevando o número total para 2.231.914 e 52.181, respectivamente; um total de 2.157.732 pacientes se recuperaram.[158]

### 25 de junho
- Fiji confirmou 215 novos casos. Uma nova morte foi relatada, elevando o número de mortos para 14.[159]
- A Malásia registrou 5.812 novos casos, elevando o número total para 722.659. São 6.775 novas recuperações, elevando o número total de recuperações para 657.739. Há 82 mortes, elevando o número de mortos para 4.803. São 60.117 casos ativos, sendo 870 em terapia intensiva e 433 em suporte ventilatório.[160]
- A Nova Zelândia registrou dois novos casos, elevando o número total para 2.725 (2.369 confirmados e 356 prováveis). O número de recuperações permanece 2.680, enquanto o número de mortos permanece 26. Há 19 casos ativos.[161]
- Singapura registrou 20 novos casos, incluindo 15 na comunidade e cinco importados, elevando o total para 62.513. Dos casos comunitários, três deles são desvinculados.[162] 21 pessoas se recuperaram, elevando o número total de recuperações para 62.161. O número de mortos permanece em 35.[163]
- A Ucrânia registrou 876 novos casos diários e 53 novas mortes diárias, elevando o número total para 2.232.790 e 52.234, respectivamente; um total de 2.160.137 pacientes se recuperaram.[164]

### 26 de junho
- Fiji confirmou 266 novos casos de COVID-19. Uma morte foi registrada, elevando o número de mortos para 15.[165]
- A Malásia registrou 5.803 novos casos, elevando o número total para 728.462. Há 5.193 novas recuperações, elevando o número total de recuperações para 662.932. Há 81 mortes, elevando o número de mortos para 4.884. São 60.646 casos ativos, sendo 866 em terapia intensiva e 435 em suporte ventilatório.[166]
- A Nova Zelândia registrou quatro novos casos, elevando o número total para 2.729 (2.373 confirmados e 356 prováveis). Duas pessoas se recuperaram, elevando o número total de recuperações para 2.682. O número de mortos permanece em 26. Existem 21 casos ativos.[167]
- Singapura registrou 17 novos casos, incluindo 13 na comunidade e quatro importados, elevando o total para 62.530. Dos casos comunitários, seis deles são desvinculados.[168] 20 receberam alta, elevando o número total de recuperações para 62.181. Outra morte foi confirmada mais tarde, elevando o número de mortos para 36.[169]
- A Ucrânia registrou 756 novos casos diários e 35 novas mortes diárias, elevando o número total para 2.233.546 e 52.269, respectivamente; um total de 2.161.972 pacientes se recuperaram.[170]

### 27 de junho
- Fiji confirmou 262 novos casos.[171]
- A Malásia registrou 5.586 novos casos, elevando o número total para 734.048. São 4.777 novas recuperações, elevando o número total de recuperações para 667.709. Há 60 mortes, elevando o número de mortos para 4.944. São 61.395 casos ativos, sendo 886 em terapia intensiva e 446 em suporte ventilatório.[172]
- A Nova Zelândia registrou um novo caso, enquanto dois casos relatados anteriormente foram reclassificados, elevando o número total para 2.728 (2.372 confirmados e 356 prováveis). Uma pessoa se recuperou, elevando o número total de recuperações para 2.683. O número de mortos permanece em 26. Há 19 casos ativos.
- Singapura registrou 14 novos casos, incluindo 12 na comunidade e dois importados, elevando o total para 62.544. Dos casos da comunidade, um deles é desvinculado.[173] Existem 14 recuperações, elevando o número total de recuperações para 62.195. O número de mortos permanece em 36.[174]
- A Ucrânia registrou 450 novos casos diários e 17 novas mortes diárias, elevando o número total para 2.233.996 e 52.286, respectivamente; um total de 2.163.069 pacientes se recuperaram.[175]

### 28 de junho
- Fiji registrou 241 novos casos, elevando o número total para 3.832. Existem 26 novas recuperações, elevando o número total de recuperações para 779. Duas mortes foram relatadas, elevando o número de mortos para 15. Existem 3.027 casos ativos.[176]
- A Malásia registrou 5.218 novos casos, elevando o número total para 739.266. Existem 4.744 recuperações, elevando o número total de recuperações para 672.453. Há 57 mortes, elevando o número de mortos para 5.001. Existem 61.812 casos ativos, sendo 899 em terapia intensiva e 451 em suporte ventilatório.[177]
- A Nova Zelândia registrou 10 novos casos, elevando o número total para 2.738 (2.382 confirmados e 356 prováveis). Houve uma recuperação, elevando o número total de recuperações para 2.684. O número de mortos permanece em 26. Há 28 casos ativos em isolamento gerenciado.[178]
- Singapura registrou nove novos casos, incluindo quatro na comunidade e cinco importados, elevando o total para 62.553. Dos casos comunitários, todos estão vinculados a casos anteriores.[179] 17 pessoas se recuperaram, elevando o número total de recuperações para 62.212. O número de mortos permanece em 36.[180]
- A Ucrânia registrou 285 novos casos diários e 9 novas mortes diárias, elevando o número total para 2.234.281 e 52.295, respectivamente; um total de 2.163.792 pacientes se recuperaram.[181]

### 29 de junho
Relatório semanal da Organização Mundial da Saúde:
- Fiji registrou 312 novos casos de COVID-19 e anunciou 4 mortes, elevando o número de mortos para 21.[183]
- A Malásia registrou 6.437 novos casos, elevando o número total para 745.703. Há 5.298 novas recuperações, elevando o número total de recuperações para 677.751. Há 107 mortes, elevando o número de mortos para 5.108. São 62.844 casos ativos, sendo 905 em terapia intensiva e 455 em suporte ventilatório.[184]
- A Nova Zelândia registrou quatro novos casos, enquanto um caso relatado anteriormente foi reclassificado, elevando o número total para 2.741 (2.385 confirmados e 356 prováveis). Uma pessoa se recuperou, elevando o número total de recuperações para 2.685. O número de mortos permanece em 26. São 30 casos.[185]
- Singapura registrou dez novos casos, incluindo cinco transmitidos localmente e cinco importados, elevando o total para 62.563. Dos casos transmitidos localmente, todos estão vinculados a casos anteriores.[186] Sete receberam alta, elevando o número total de recuperações para 62.219. O número de mortos permanece em 36.[187]
- A Ucrânia registrou 182 novos casos diários e 5 novas mortes diárias, elevando o número total para 2.234.463 e 52.300, respectivamente; um total de 2.164.374 pacientes se recuperaram.[188]

### 30 de junho
- A Malásia registrou 6.276 novos casos, elevando o número total para 751.979. São 4.929 novas recuperações, elevando o número total de recuperações para 682.680. Há 62 mortes, elevando o número de mortos para 5.170. Existem 64.129 casos ativos, sendo 905 em terapia intensiva e 452 em suporte ventilatório.[189]
- Fiji confirmou 274 novos casos de COVID-19.[190]
- A Nova Zelândia registrou um novo caso, elevando o número total para 2.742 (2.386 confirmados e 356 prováveis). O número de recuperações permanece 2.685, enquanto o número de mortos permanece 26. Existem 31 casos ativos.[191]
- Singapura registrou 16 novos casos, incluindo cinco transmitidos localmente e 11 importados, elevando o total para 62.579. Dos casos transmitidos localmente, todos estão vinculados a casos anteriores.[192] Há nove recuperações, elevando o número total de recuperações para 62.228. O número de mortos permanece em 36.[193]
- A Ucrânia registrou 633 novos casos diários e 40 novas mortes diárias, elevando o número total para 2.235.096 e 52.340, respectivamente; um total de 2.166.668 pacientes se recuperaram.[194]